# Музей визвольної боротьби імені Степана Бандери (Лондон)
Музей визвольної боротьби імені Степана Бандери — музей у Лондоні, Велика Британія, присвячений постаті Степана Бандери (1909—1959), одного з найвідоміших ідеологів українського націоналістичного руху, лідера ОУНР (1940—1959). Перший музей на честь Степана Бандери у світі. 

## Історія
Оскільки на території Великої Британії опинилися особисті речі Степана Бандери та документи, пов'язані з національно-визвольною боротьбою 40-50-их рр. ХХ ст., виникла потреба зберігання цих пам'яток. Підготовчу роботу зі створення музею, присвяченого цим сторінками історії України, вели Українська Видавнича Спілка (яка була законним власником експонатів), Союз Українців у Великій Британії та Українська Інформаційна Служба (Лондон). Музей відкрився 20 жовтня 1962 року в будівлі Союзу українців у Великій Британії, Ноттінгем. Головою Контрольної Ради став В. Олеськів (УІС), згодом 4-ий Голова проводу ОУН(р). Перед цим, 29 вересня, Контрольна рада музею створила Управу музею, яка провела того ж дня перше засідання.  
1978 року перенесений до Лондона, де знову відкритий 6 жовтня 1979 року. Розташовується музей в будівлі Української Інформаційної Служби.

Василь Олеськів, багаторічний директор Музею визвольної боротьби ім. С. Бандери

## Опис експозиції
У музеї зберігається одяг, у якому Бандера загинув від рук агента КДБ Богдана Сташинського, земля з могили Бандери в Мюнхені, посмертна маска та скульптурний портрет роботи М. Черешньовського. Експозиція містить також особисті речі та книги Степана Бандери, а також екземпляри одностроїв вояків УПА та компас Головного командира УПА Романа Шухевича. Серед документів — підпільні видання різної тематики, зокрема, розповсюджувані за допомогою Підпільної пошти України, видання Української Пресової Служби, різноманітні інформаційні повідомлення. 
Антинацистський опір українців у музеї репрезентують портрети членів ОУН-в'язнів Аушвіцу та малюнки сцен із цього концтабору (автор малюнків — Петро Балей, в'язень Аушвіцу, автор прозових творів, ідеологічних праць, батько композитора Вірка Балея). 
До артефактів пізніших часів належать вишивки, виготовлені жінками-політв'язнями радянських таборів у 70-их рр. ХХ ст..

## Співпраця
Союз українців у Великій Британії разом із лондонським Музеєм Бандери доклалися до відкриття в Національному музеї історії України першої великої експозиції з нагоди річниць, пов'язаних із життям Бандери. Для неї музей передав деякі особисті речі, світлини та документи Бандери. Участь у відкритті виставки брали також ветерани визвольного руху, Стефан Романів, тодіншій голова проводу ОУНР та куратор музею Василь Олеськів.   
До архівного фонду Союзу українців Британії Володимир Музичка, член Генеральної ради Союзу українців Великої Британії, передав копії «Слова Степана Бандери» (з 1950-х років) та «Слова Дмитра Донцова» (1964).
Копію посмертної маски Степана Бандери разом із копіями рідкісних фотографій членів ОУН у 2009 році отримав Тернопільський музей політв’язнів. Ініціатором перевезення маски була тернопільська організація Спілки Молоді України.